# 猝倒病

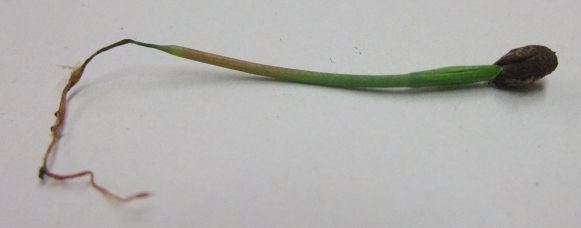
患猝倒病的火炬松幼苗

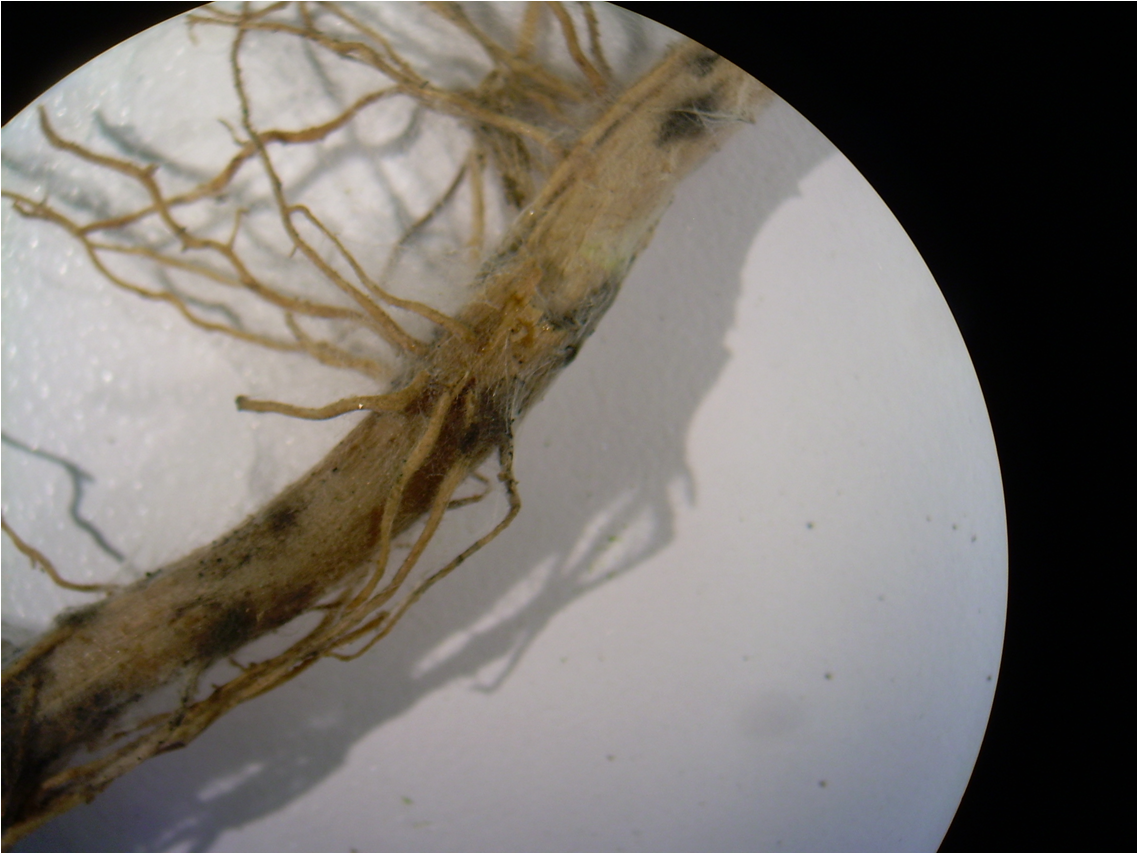
感染立枯丝核菌的玉米的根鬚

猝倒病，俗稱倒苗、霉根、小腳瘟，是一種會導致植物突然倒伏的疾病，引發此病的病原體有很多种。它是一些農業作物在苗期易發的疾病之一，最終可能會導致作物大面積死亡。
患此病的植物幼苗會從莖部近地面处軟倒，受害部位可能會出現暗色病斑，此時作物的葉子可能尚為綠色。而病因相似的情況下，如果植物已經發生木質化，病菌從其根部入侵，就如出現作物枯而不倒的症狀，此時稱立枯病。

## 病原
導致猝倒病或立枯病的病原有很多，它們包括：
- 鏈格孢菌[2]
- 葡萄孢菌[2]
- 鐮刀菌[1]
- 菜豆壳球孢菌
- 叶点霉菌[2]
- 疫病菌[4]
- 假单胞菌[2]
- 腐霉菌[2]
- 立枯丝核菌，是全球各地最常見的猝倒病和立枯病的病原之一[4]
- 白絹病菌[5][6]
- 根串珠霉[7][8]

## 預防
預防此病應保證天地平整，不會積水，使得土壤足夠疏鬆透氣。應當及時拔除患病植物、清理附近土壤。此外也可施用碱式氯化铜及其他藥劑對土壤進行消毒，以此來抑制病原體的生長。

## 外部連結
- Clothier, Tom. Damping-off disease （页面存档备份，存于）.